# Straż Ochrony Kolei
Straż Ochrony Kolei (SOK) – umundurowana i uzbrojona formacja działająca na podstawie Ustawy z dnia 28 marca 2003 roku o transporcie kolejowym, przeznaczona do ochrony porządku i bezpieczeństwa publicznego na obszarze kolejowym, w pociągach i dworcach kolejowych.

## Podstawa prawna funkcjonowania SOK
Ustawa nie tworzy bezpośrednio SOK, lecz zbiór podmiotów, które mogą funkcjonować na podstawie przepisów tej ustawy. Art. 59 ust. 1 Ustawy o transporcie kolejowym nakłada na zarządców infrastruktury kolejowej obowiązek powołania własnej straży ochrony kolei. Z obowiązku ustawowego wywiązało się jedynie dwóch (spośród 14) zarządców: PKP PLK S.A. oraz PKP Szybka Kolej Miejska w Trójmieście. Brak przepisów, które nakładają kary za niepowołanie straży. Nazwa „Straż Ochrony Kolei” – pisana z wielkich liter przysługuje wyłącznie formacji powstałej w PKP PLK S.A. Druga formacja działająca na podstawie Ustawy o transporcie kolejowym nosi nazwę „Straż Ochrony Kolei SKM”. Zgoda na utworzenie w PKP PLK S.A. Straży Ochrony Kolei została udzielona w 2004 roku Decyzją Ministra Infrastruktury nr TK-4-44-28/04 z dnia 30 czerwca 2004 r.
W Straży Ochrony Kolei pełni się służbę. Podstawę czynności funkcjonariuszy stanowi służebny stosunek względem społeczeństwa, etos służby – konieczność ratowania życia i zdrowia ludzi oraz złożone ślubowanie, po którym następuje mianowanie na funkcjonariusza Straży Ochrony Kolei. Ze względu jednak na pozycję administracyjną, zatrudnienie opiera się na umowie o pracę – nie zaś rozkazie imiennym. Funkcjonariusze, wykonując czynności służbowe, zobowiązani są do przestrzegania zasad etyki zawodowej. Działają zarówno w mundurach, jak i w ubiorze cywilnym. Decyzję o zwolnieniu z obowiązku noszenia umundurowania służbowego podejmuje Komendant Główny Straży Ochrony Kolei (w stosunku do wszystkich podległych funkcjonariuszy) lub Komendant Komendy Regionalnej (w stosunku do funkcjonariuszy podległej mu komendy regionalnej i posterunków). Przemawiać o tym mogą: wykonywanie czynności służbowych w miejscach, w których umundurowanie może być zniszczone lub uszkodzone; wykonywaniu określonych zadań służbowych, jeżeli przemawia za tym charakter tych zadań; w czasie narad i spotkań organizowanych poza siedzibami jednostek organizacyjnych straży ochrony kolei, jeżeli organizatorem tych spotkań nie jest straż ochrony kolei; w okresie ciąży.
Naczelny Sąd Administracyjny uznał, że „Funkcjonariusze straży ochrony kolei są funkcjonariuszami innych państwowych formacji uzbrojonych, o których mowa w art. 15 ust. 6 ustawy z 21 maja 1999 r. o broni i amunicji. […] straż ochrony kolei nie jest tylko wewnętrzną służbą kolejową, ale jest to formacja posiadająca szerokie kompetencje wymienione w art. 60 ustawy o transporcie kolejowym. I to właśnie zakres kompetencji, a nie organ powołujący rozstrzyga o tym czy mamy do czynienia z państwową formacją uzbrojoną, czy też nie”. Jak wskazał NSA, „zadania przewidziane dla SOK są zbliżone do zadań policji. Wynika to z porównania treści art. 60 ustawy o transporcie kolejowym z treścią art. 1 ust. 2 ustawy z dnia 6 kwietnia 1990 r. o Policji (Dz.U. z 2011 r., nr 287, poz. 1687 ze zm.). Koszty związane z wykonywaniem takich zadań, czyli ochroną bezpieczeństwa i porządku publicznego, ochroną życia i zdrowia ludzi, mienia, są kosztami, które związane są z realizacją tego celu przez formację państwową lub samorządową (policja, straż miejska). Wobec działania SOK na wskazanym obszarze kolejowym, czy pasie gruntu przyległym do tego obszaru, ale na terenie całego kraju, uzasadnione jest stwierdzenie, że koszty związane z jego funkcjonowaniem, to koszty które generalnie winno ponosić państwo”.
Zgodnie z przytoczonymi podstawami prawnymi, Straż Ochrony Kolei uznać należy za umundurowaną służbę (pełnienie służby w ujednoliconym i chronionym prawnie mundurze), której podległość każe zaliczyć ją do szeregu tzw. „straży” – służb, których naczelny organ nie jest jednocześnie centralnym organem administracji rządowej – podobnie jak ma to miejsce np. w przypadku Straży Leśnej czy Państwowej Straży Rybackiej.

## Zadania

### Podstawowe zadania
Podstawowe zadania Straży Ochrony Kolei zawarte są w Ustawie o transporcie kolejowym oraz w Rozporządzeniu Ministra Infrastruktury z dnia 14 lipca 2004 roku w sprawie szczegółowego zakresu działania oraz sposobu organizacji straży ochrony kolei:
- kontrola przestrzegania przepisów porządkowych na obszarze kolejowym, w pociągach i innych pojazdach kolejowych;[12]
- ochrona obszaru kolejowego przed dostępem osób nieuprawnionych i nieupoważnionych, kontrola wstępu na obszar kolejowy, do budynków, budowli i urządzeń kolejowych;[12]
- ochrona życia i zdrowia ludzi oraz mienia na obszarze kolejowym, w pociągach i innych pojazdach kolejowych, opracowywanie planów ochrony, gromadzenie i analiza danych na temat zdarzeń oraz prowadzenie działalności profilaktycznej;[12]

Dodatkowo w zakresie kompetencji Komendanta Straży Ochrony Kolei należy: wystawianie posterunków ochronnych, konwojowanie wyznaczonych przez zarządców pociągów i innych pojazdów kolejowych, zabezpieczanie miejsca katastrofy lub wypadku kolejowego, wszelkich śladów oraz mienia do czasu przybycia właściwych organów dochodzeniowych i komisji powypadkowej lub usunięcia skutków wypadku, organizacja i tresura psów służbowych.

### Inne czynności służbowe i czynności wyjaśniające
Ponadto, w toku czynności służbowych funkcjonariusze Straży Ochrony Kolei dokonują czynności, takich jak:
- zwalczanie zorganizowanych grup przestępczych na obszarze kolejowym (złodzieje złomu, towarów – w szczególności węgla i miału węglowego oraz zorganizowanych grup działających na dworcach i w pociągach);
- kontrola punktów skupu metali poprzez sprawdzanie formularzy przyjęcia odpadów metali[13];
- zapewnianie bezpieczeństwa publicznego na podległym obszarze poprzez ochronę życia i zdrowia wszystkich ludzi oraz możliwość użycia lub wykorzystania środków przymusu bezpośredniego celem przeciwdziałania naruszenia porządku lub bezpieczeństwa publicznego.
- Użycie lub wykorzystanie środków przymusu bezpośredniego lub broni palnej w przypadkach określonych przez Ustawę o transporcie kolejowym, zgodnie z przepisami Ustawy z dnia 24 maja 2013 roku o środkach przymusu bezpośredniego i broni palnej,
- Kontrola stanu trzeźwości osób podejrzanych o popełnienie przestępstwa lub wykroczenia po użyciu alkoholu[14];
- Kontrola pracowników kolejowych pod kątem obecności środków odurzających przy pomocy narkotesterów;
- legitymowania osób podejrzanych o popełnienie przestępstwa lub wykroczenia, jak również świadków przestępstwa lub wykroczenia, w celu ustalenia ich tożsamości w oparciu o przepisy o Policji;
- zatrzymywanie i kontroli pojazdu drogowego poruszającego się na obszarze kolejowym i przyległym pasie gruntu w przypadku uzasadnionego podejrzenia popełnienia przestępstwa lub wykroczenia przy użyciu tego pojazdu;
- nakładania grzywien, w drodze mandatu karnego, na zasadach określonych w Kodeksie postępowania w sprawach o wykroczenia;
- przeprowadzania czynności wyjaśniających, występowania do sądu z wnioskiem o ukaranie, oskarżania przed sądem i wnoszenia środków odwoławczych w trybie określonym w Kodeksie postępowania w sprawach o wykroczenia.

W ramach czynności wyjaśniających funkcjonariusze Straży Ochrony Kolei, zgodnie z Kodeksem postępowania w sprawach o wykroczenia oraz Kodeksem postępowania karnego[wymaga weryfikacji?] uprawnieni są do przeszukania pomieszczeń[wymaga weryfikacji?] i innych miejsc oraz osoby, jej odzieży lub podręcznych przedmiotów w celu znalezienia i zatrzymania przedmiotów podlegających oględzinom lub mogących stanowić dowód rzeczowy. Przeszukanie wymaga jednak zatwierdzenia ze strony właściwego prokuratora, przez co stanowi rzadko wykorzystywane uprawnienie.[wymaga weryfikacji?]
Funkcjonariusze Straży Ochrony Kolei uprawnieni są z mocy art. 60 Ustawy o transporcie kolejowym do niektórych czynności do których upoważnieni są funkcjonariusze Policji. Art. 60 określa między innymi następujące uprawnienia funkcjonariuszy Straży Ochrony Kolei:
- legitymowania osób podejrzanych o popełnienie przestępstwa lub wykroczenia, jak również świadków przestępstwa lub wykroczenia, w celu ustalenia ich tożsamości;
- ujęcia, w celu niezwłocznego doprowadzenia do najbliższej jednostki Policji, osób, w stosunku do których zachodzi uzasadniona potrzeba podjęcia czynności wykraczających poza uprawnienia straży ochrony kolei;
- zatrzymywania i kontroli pojazdu drogowego poruszającego się na obszarze kolejowym i przyległym pasie gruntu w przypadku uzasadnionego podejrzenia popełnienia przestępstwa lub wykroczenia;
- nakładania grzywien, w drodze mandatu karnego, na zasadach określonych w Kodeksie postępowania w sprawach o wykroczenia;
- przeprowadzania czynności wyjaśniających, występowania do sądu z wnioskiem o ukaranie, oskarżania przed sądem i wnoszenia środków odwoławczych w trybie określonym w Kodeksie postępowania w sprawach o wykroczenia;
- w przypadkach, o których mowa w ustawie dnia 24 maja 2013 r. o środkach przymusu bezpośredniego i broni palnej, funkcjonariusz straży ochrony kolei może użyć środków przymusu bezpośredniego i broń palną

Do niektórych powyższych czynności należy stosować przepisy o Policji. Na sposób przeprowadzenia czynności, o których mowa w ust. 2 pkt 1–3 i ust. 3 Ustawy o transporcie kolejowym, przysługuje zażalenie do miejscowo właściwego prokuratora.

### Współpraca z innymi służbami
Rozległy teren (długość linii kolejowych podległych jedynie PKP PLK S.A. wynosi 22 002 km – ponad 6 razy więcej niż długość granic Polski) oraz podstawowe wartości, które zabezpieczać ma Straż Ochrony Kolei, nie mają odniesienia do niewielkich uprawnień przyznanych funkcjonariuszom tej służby. W 2017 roku pociągi w Polsce przyjęły 277,73 miliona klientów, a na dworcach kolejowych – jedynie na 10 najbardziej obleganych dworcach – podróż rozpoczynało lub ją kończyło 153,7 mln osób. W tym kontekście problemem jest m.in. brak dostępu funkcjonariuszy SOK do bazy osób poszukiwanych czy zaginionych, brak uprawnienia do dokonania kontroli osobistej i przeglądania zawartości bagaży, jaką mają m.in. funkcjonariusze Policji czy straży gminnych. Powoduje to dublowanie kosztów.
Straż Ochrony Kolei zobowiązana jest do współdziałania z Policją, Strażą Graniczną, Żandarmerią Wojskową, organami Krajowej Administracji Skarbowej i Inspekcją Transportu Drogowego. Współdziałać może także z Wojskami Obrony Terytorialnej. Akty wykonawcze do Ustawy o transporcie kolejowym oraz wewnętrznie obowiązujące SOK, w postaci decyzji Komendanta Głównego Straży Ochrony Kolei zezwalają na współdziałanie m.in. ze strażami gminnymi i strażami ochrony kolei innych zarządców.

## Historia

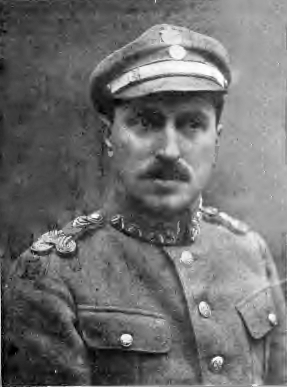
Dowódca główny Wojskowej Straży Kolejowej, pułkownik Emil Rauer w mundurze tej formacji

18 listopada 1918, na wniosek Warszawskiej Dyrekcji Kolejowej, Ministerstwo Kolei Żelaznych powołało do życia Straż Kolejową, na czele której stanął Emil Rauer, prezes I Okręgu „Sokoła” Ziemi Warszawskiej. Formację przeznaczono do zabezpieczenia majątku, utrzymania bezpieczeństwa publicznego, ładu i porządku, ochrony podróżnych i ich mienia.
28 kwietnia 1919 w porozumieniu z Ministrem Kolei Żelaznych Straż Kolejową podporządkował sobie na czas wojny Minister Spraw Wojskowych. Od tej chwili straż stała się częścią Wojska Polskiego. Dotychczasowe zadania straży uzupełnione zostały o ochronę transportów wojskowych i zabezpieczenie obiektów kolejowych mających znaczenie wojskowe. Później zmieniona została nazwa formacji na Wojskowa Straż Kolejowa. W okresie II RP do 1939 działał Związek b. Uczestników Wojskowej Straży Kolejowej RP. Po niespełna roku 1 lutego 1920 rozwiązano tę formację, a całość spraw przekazano Policji Państwowej. Sytuacja taka trwała 14 lat, a w tym samym czasie na terenie kolejowym nastąpił znaczny wzrost przestępczości. Aby temu zaradzić, mocą ustawy z 15 kwietnia 1934 o ochronie porządku na kolejach użytku publicznego przystąpiono do organizacji Straży Ochrony Kolei.
25 lipca 1939 ukazało się zarządzenie Ministra komunikacji o przekształceniu SOK w Straż Kolejową. Z uwagi na wybuch II wojny światowej nie weszło ono w życie.
22 lipca 1944 Polski Komitet Wyzwolenia Narodowego powołał Ministerstwo Komunikacji, Poczt i Telegrafów, w którego skład weszły również koleje państwowe. Te na bazie przedwojennego zarządzenia stworzyły Służbę Ochrony Kolei. W 1955 nastąpiła reorganizacja formacji. Rozwiązano Służbę Ochrony Kolei, a jej miejsce, na 5 lat, zajęła Straż Kolejowa, która zajmowała się tylko ochroną mienia kolejowego i kolei powierzonego. Utworzona w tym samym roku Kolejowa Milicja Obywatelska przejęła inne zadania dawnej Służby Ochrony Kolei. W 1960, na podstawie ustawy o kolejach powołano ponownie do życia Służbę Ochrony Kolei. W 1982 powołano oddziały operacyjne SOK. Oddziały te funkcjonowały do 1992 r.

Funkcjonariusz Kolejowej Milicji Obywatelskiej w umundurowaniu wz. 1955. Lata 1955–1962

Kolejna reorganizacja SOK nastąpiła w 1997 z mocy ustawy o transporcie kolejowym. Formacji przywrócono nazwę Straż Ochrony Kolei, zmieniono umundurowanie, wzorując je na wojskowym, wyodrębniono organizacyjnie Komendę Główną SOK i w jej ramach oddziały okręgowe i rejonowe. W październiku 2001 w ramach dokonywanych w PKP przekształceń Straż Ochrony Kolei włączono w struktury spółki PKP Polskie Linie Kolejowe S.A., zachowując jednak samodzielność organizacyjną służby.
Według stanu na dzień 30 czerwca 2015 r. Komenda Główna Straży Ochrony Kolei zatrudniała 3049 osób, w tym 2866 funkcjonariuszy SOK (706 funkcjonariuszy administracyjnych i 2160 funkcjonariuszy operacyjnych) i 183 pracowników cywilnych.

## SOK w strukturzeRailpol
7 grudnia 2022 w Utrechcie w Holandii nastąpiło podpisanie umowy o członkostwo Straży Ochrony Kolei w międzynarodowej organizacji skupiającej policje kolejowe z UE, Wielkiej Brytanii i USA. Od tego czasu SOK stała się pełnoprawnym członkiem Railpol.

## Funkcjonariusze

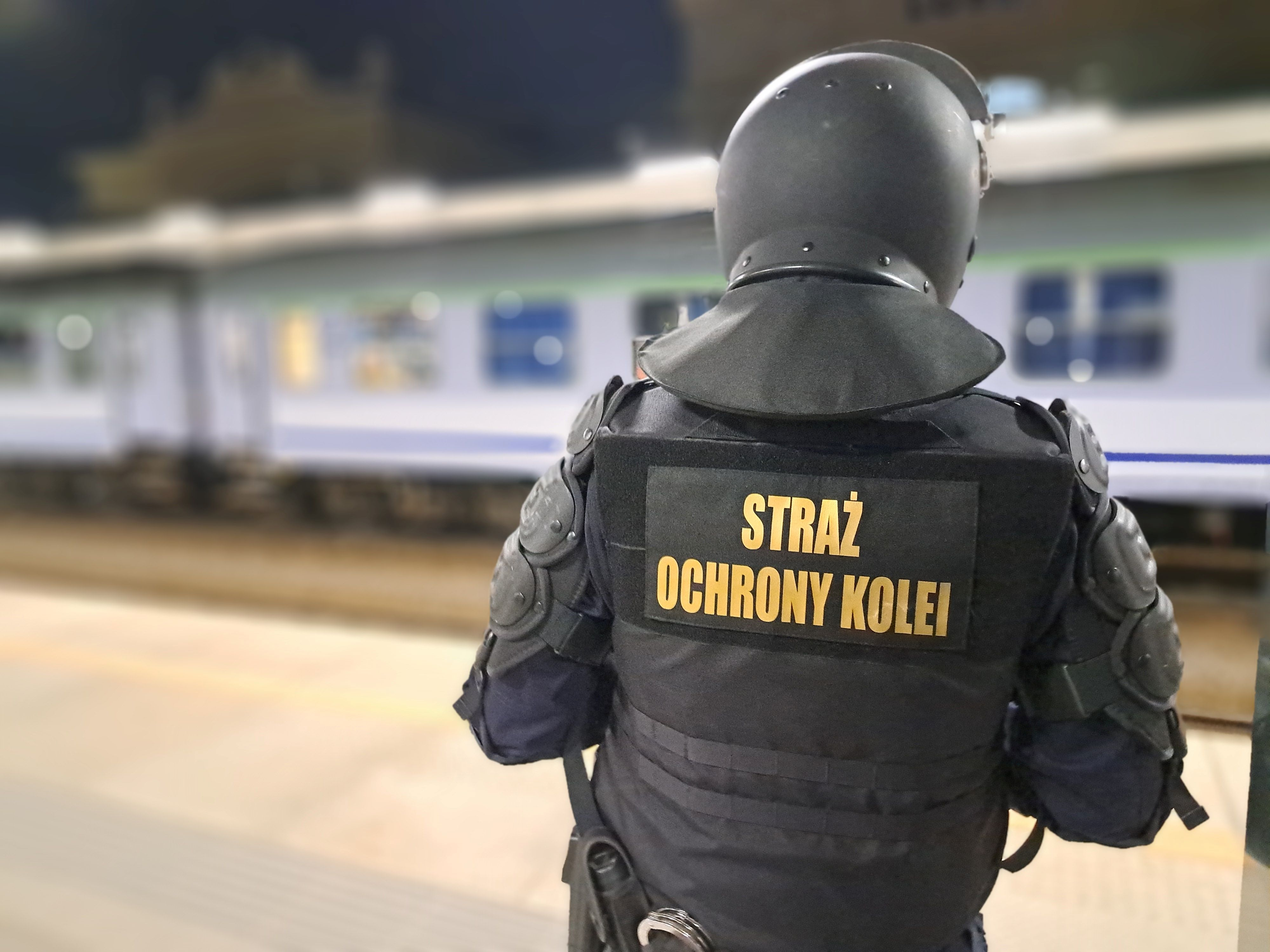
Funkcjonariusz SOK na stacji Lublin Główny

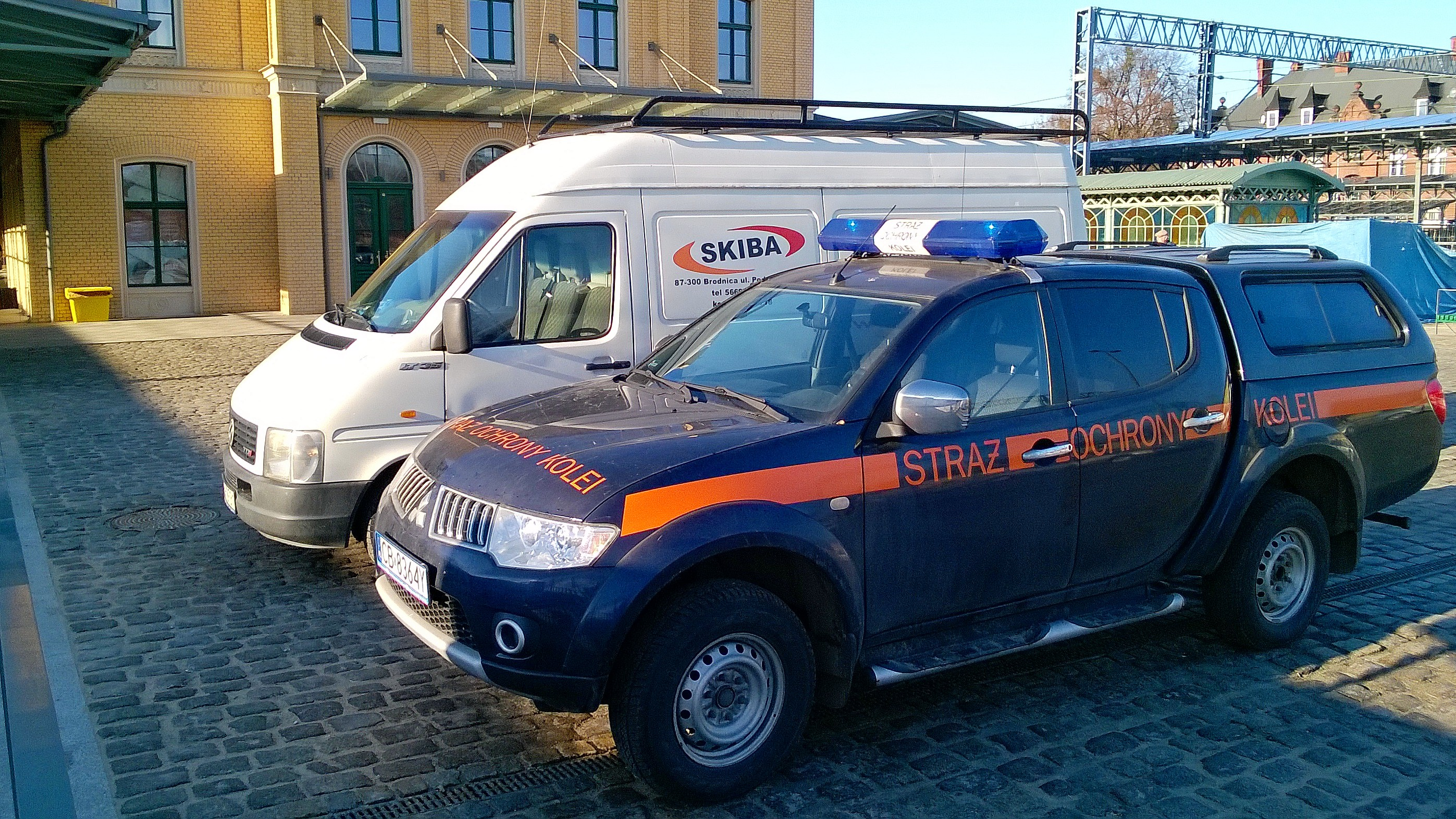
Pojazd służbowy Straży Ochrony Kolei na stacji Toruń Główny

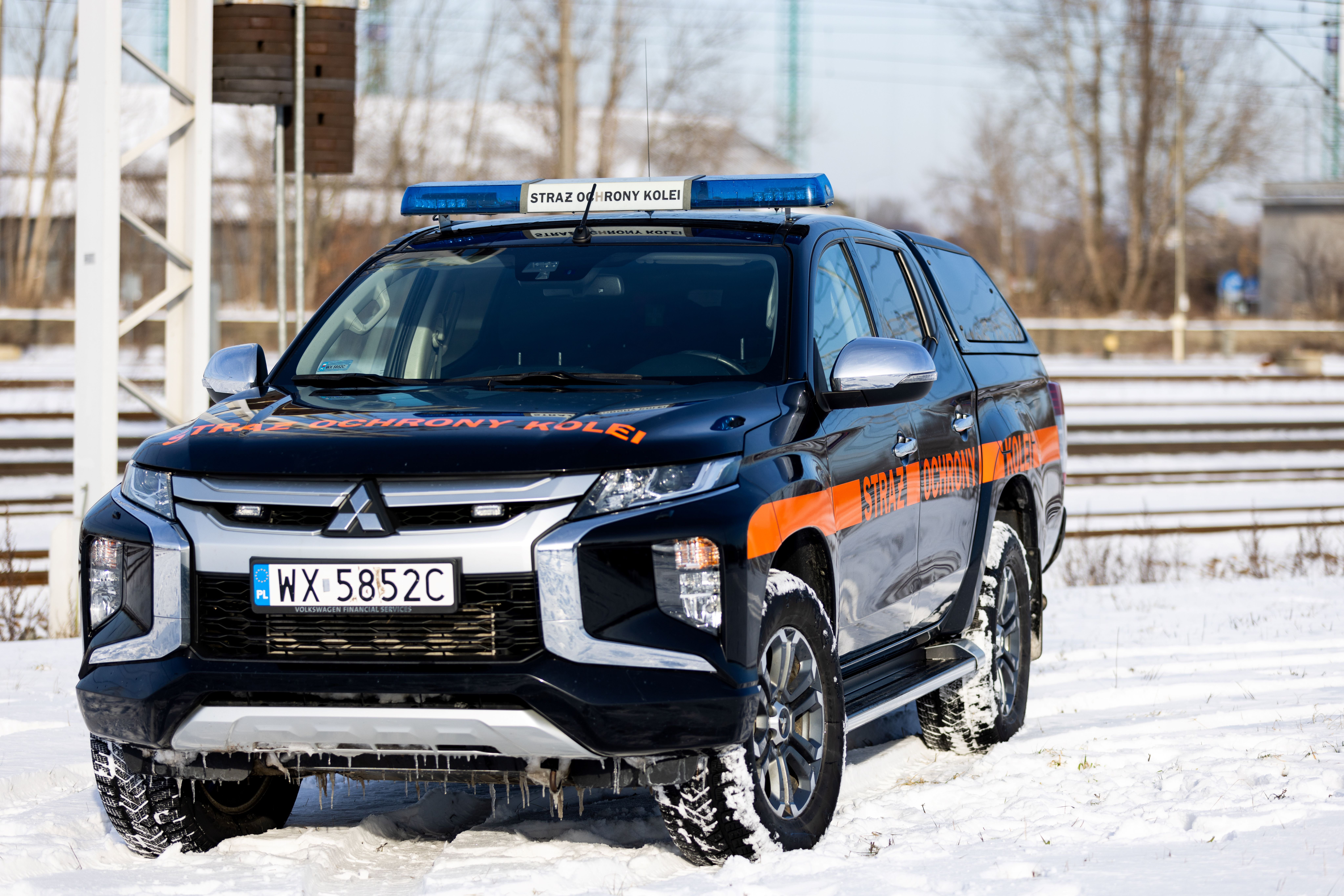
Pojazd służbowy Straży Ochrony Kolei na stacji Lublin Główny

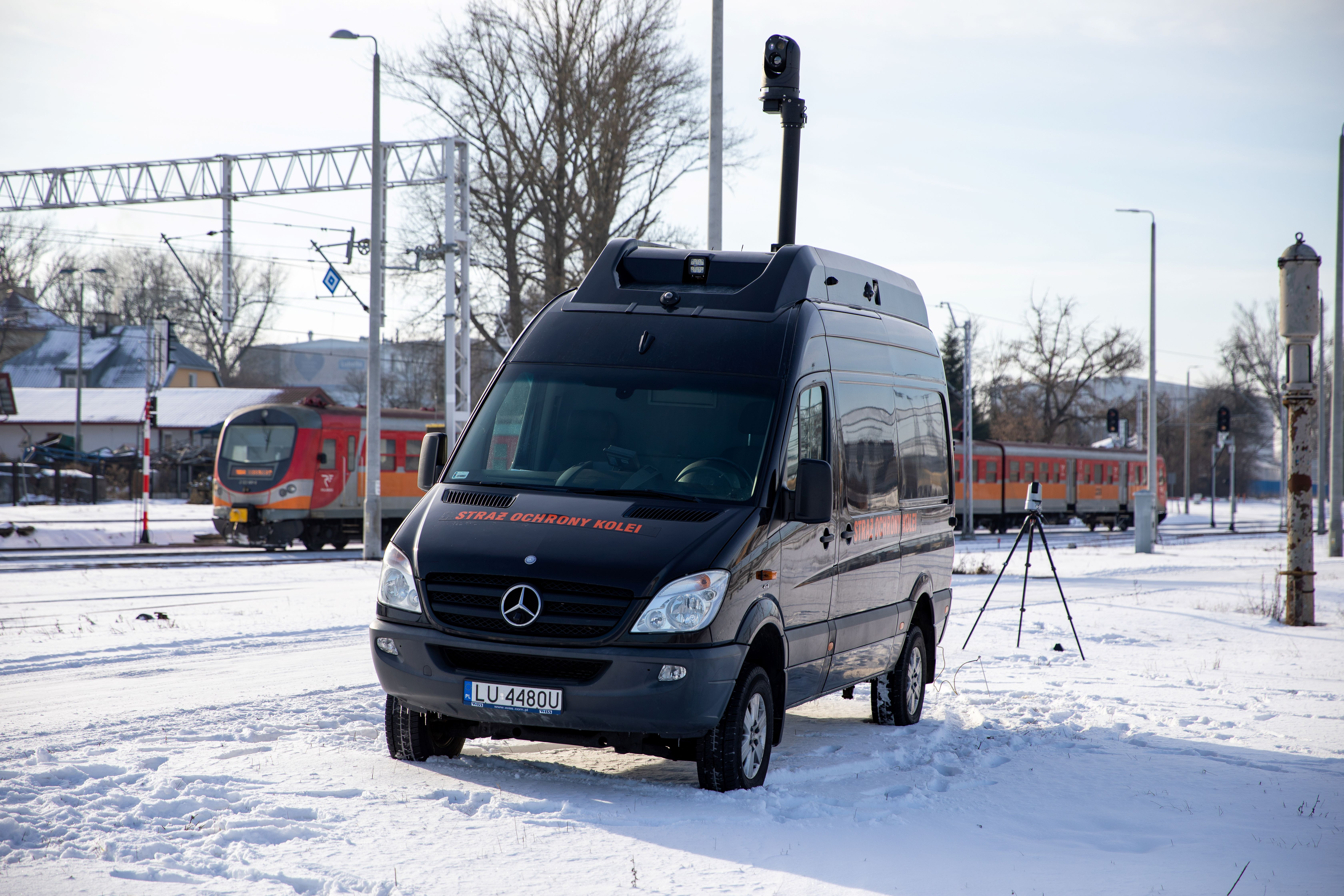
Mobilne Centrum Monitoringu SOK na stacji Lublin Główny

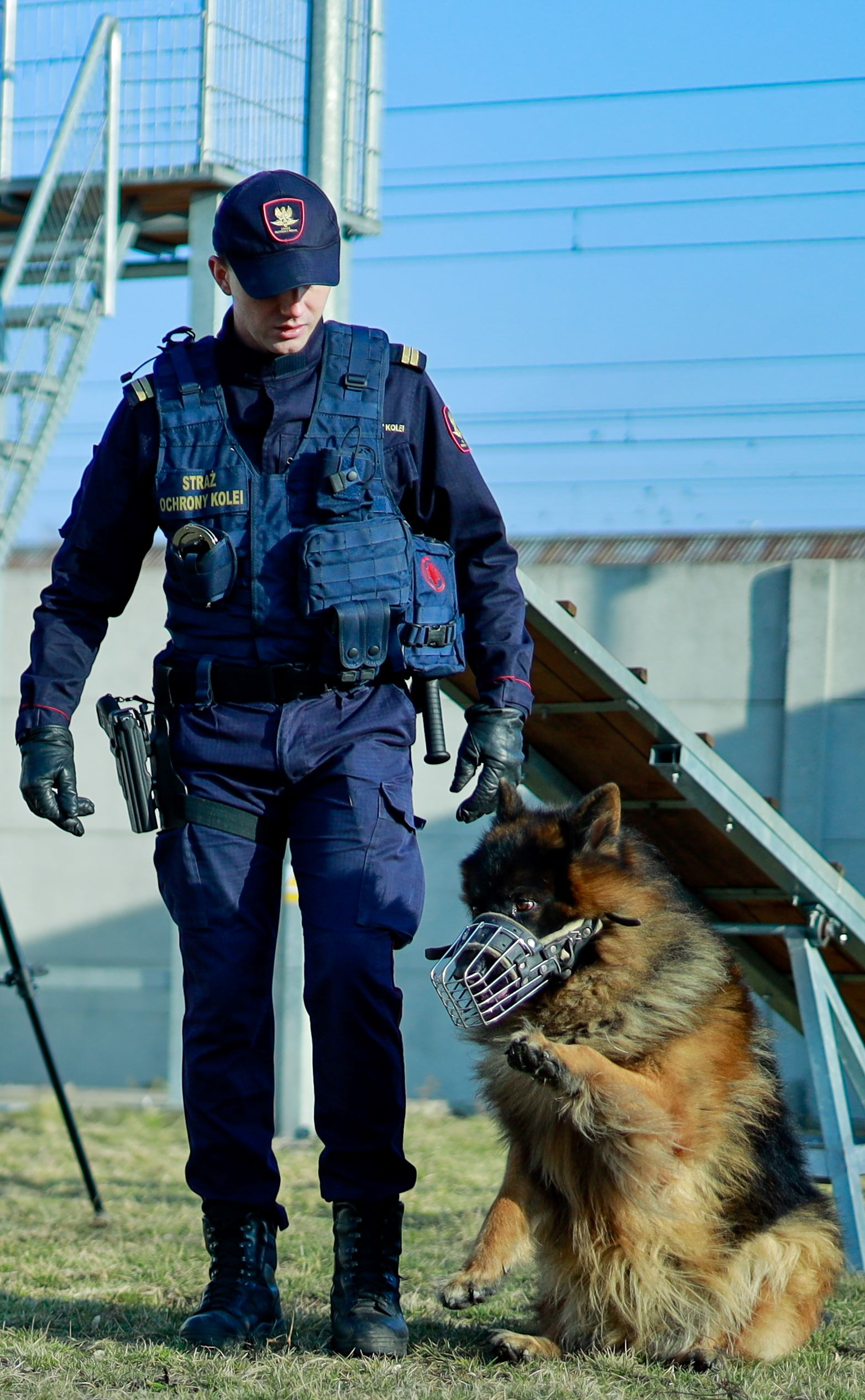
Funkcjonariusz SOK z psem służbowym

### Status funkcjonariusza publicznego
Ze względu na realizacje zadań państwa – ochronę życia i zdrowia ludzi – oraz uprawnienia do użycia lub wykorzystania środków przymusu bezpośredniego celem przeciwdziałania naruszeniu porządku lub bezpieczeństwa publicznego, funkcjonariuszy SOK można uznać za funkcjonariuszy publicznych. „Funkcjonariuszami powołanymi do ochrony bezpieczeństwa publicznego są właśnie funkcjonariusze Policji, Agencji Bezpieczeństwa Publicznego, Agencji Wywiadu, ale także Żandarmerii Wojskowej, Straży Granicznej, Straży Ochrony Kolei oraz Państwowej Straży Pożarnej. Ich rola polega bowiem na ochronie dóbr indywidualnych i publicznych przed bezprawnymi zamachami, a także na ich ochronie przed wszelkimi niebezpiecznymi zjawiskami, jak np. pożarami i klęskami żywiołowymi. Rzeczywiście z ustawy z dnia 24 sierpnia 2001 r. o Żandarmerii Wojskowej i wojskowych organach porządkowych, ustawy z dnia 12 października 1990 r. o Straży Granicznej, ustawy z dnia 28 marca 2003 r. o transporcie kolejowym oraz ustawy z dnia 24 sierpnia 1991 r. o Państwowej Straży Pożarnej wynika, że zadaniami tych instytucji jest w szczególności zapewnienie bezpieczeństwa publicznego”. 

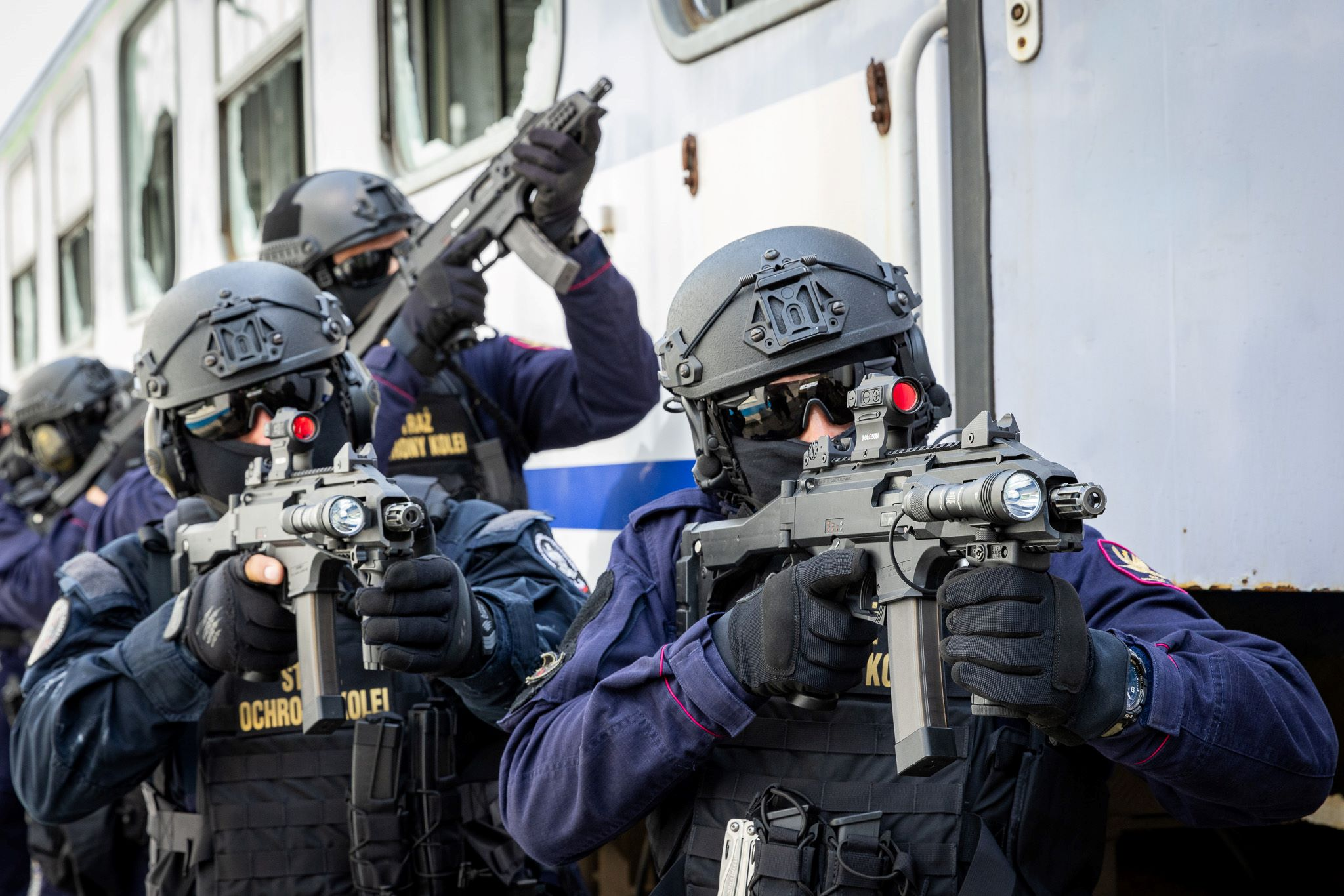
Funkcjonariusze Grupy Operacyjno-Interwencyjnej SOK

### Wymagania na funkcjonariusza SOK

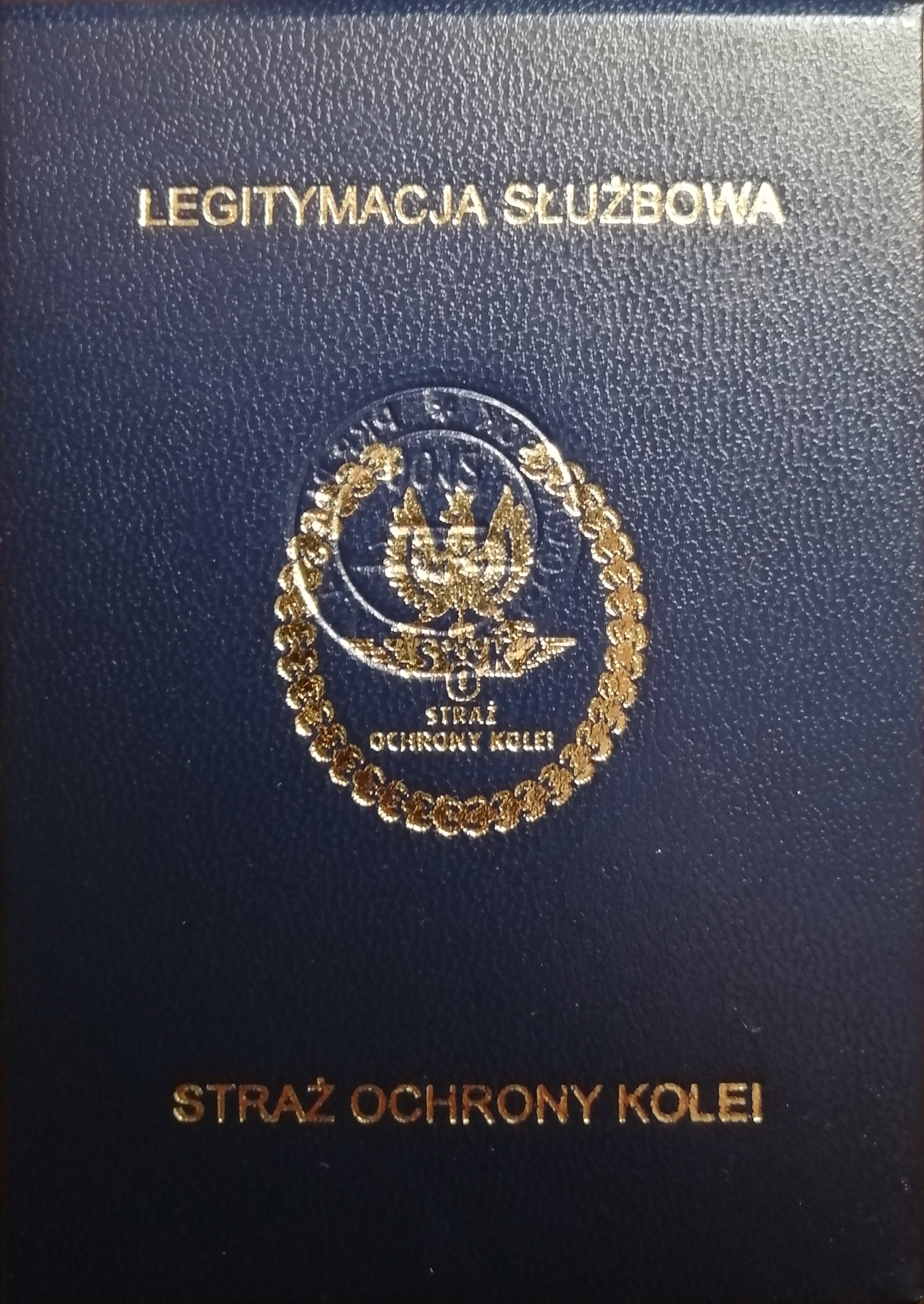
Legitymacja służbowa funkcjonariuszy SOK

Funkcjonariuszem Straży Ochrony Kolei może być osoba, która:
- posiada obywatelstwo polskie,
- posiada pełną zdolność do czynności prawnych,
- posiada co najmniej wykształcenie średnie,
- cieszy się nienaganną opinią,
- posiada zdolność fizyczną i psychiczną do służby w formacjach uzbrojonych,
- nie była karana za przestępstwa umyślne.

Poza wypełnieniem jednocześnie powyższych wymogów, aby zostać mianowanym funkcjonariuszem i być dopuszczonym do służby, osoba musi przejść pozytywnie kurs podstawowy zawodowy, odbywający się w wymiarze 480 godzin w jednym z dwóch ośrodków szkolenia (tj. w Zbąszyniu lub Przemyślu) oraz złożyć ślubowanie funkcjonariusza Straży Ochrony Kolei.

### Środki przymusu bezpośredniego
Funkcjonariusze Straży Ochrony Kolei używają następujących środków przymusu bezpośredniego:
- siła fizyczna w postaci technik transportowych, obrony, ataku, obezwładnienia
- pałka służbowa – służbowa zwykła, typu Tonfa, typu EMS krótka, typu EMS długa, szturmowa
- kajdanki zakładane na ręce
- ręczny miotacz substancji obezwładniającej (RMSO)
- pies służbowy (patrolowo-obronny, patrolowo-tropiący, inne np. wykrywający narkotyki)
- broń palna bojowa – pistolety Walther P99, Grand Power p1 mk7, CANIK TP9V2, Glock 17 gen. 5,  CZ P-10 C  oraz pistolety maszynowe: Glauberyt PM-98, STRIBOG SR9A1, CZ Scorpion EVO 3 A1
- przedmioty przeznaczone do obezwładniania osób za pomocą energii elektrycznej – ręczne urządzenie obezwładniające URP-1000 „Grom”, paralizator wielofunkcyjny Phazzer Enforcer,  Półautomatyczne, elektryczne urządzenie obezwładniające TASER X2

## Organizacja

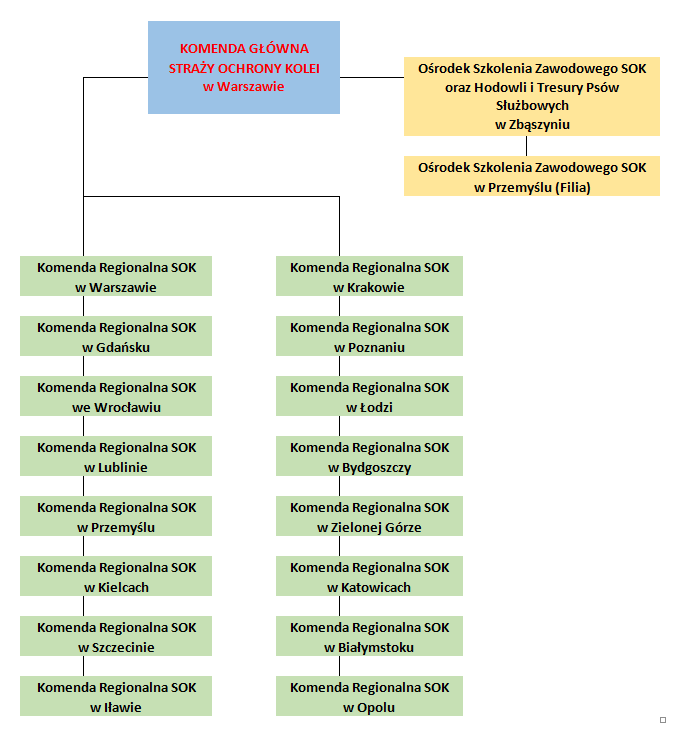
Schemat organizacyjny Straży Ochrony Kolei

Straż Ochrony Kolei jest usytuowana w strukturach państwowego zarządcy infrastruktury kolejowej PKP Polskie Linie Kolejowe, będącego instytucją państwową. Mimo takiego ulokowania, jej działalność jest finansowana dotacją podmiotową z budżetu Państwa. Nadzór nad formacją sprawuje Ministerstwo Infrastruktury. Zwierzchnikiem wszystkich funkcjonariuszy i pracowników cywilnych formacji jest Komendant Główny SOK. 
Ustrój formacji opiera się na czteroszczeblowej organizacji w skład, której wchodzą następujące jednostki organizacyjne:
- Komenda Główna SOK;
- Komendy Regionalne SOK;
- Posterunki SOK;
- Ośrodek Szkolenia Zawodowego SOK w Zbąszyniu oraz jego filia w Przemyślu[30].

Komenda Główna Straży Ochrony Kolei (KGSOK)
- Komendant Główny Straży Ochrony Kolei: Jarosław Garstka;
- Zastępca Komendanta Głównego Straży Ochrony Kolei ds. ochrony: Bogusław Topolski;
- Zastępca Komendanta Głównego Straży Ochrony Kolei ds. ekonomiczno-finansowych: Monika Jäckel.

### Jednostki SOK
Terytorialny zasięg działania komend regionalnych SOK odpowiada zasadniczemu podziałowi administracyjnemu państwa na województwa. Komendzie Głównej Straży Ochrony Kolei podporządkowano 16 Komend Regionalnych Straży Ochrony Kolei działających w granicach województwa, zgodnie z podziałem administracyjnym Rzeczypospolitej Polskiej, ustalając dla nich następujące siedziby oraz zasięg terytorialny:
| Lp. | Herb | Komenda Regionalna SOK (IOK)            | Podległe posterunki SOK (IOKP)                                                                             |
| --- | ---- | --------------------------------------- | --- |
| 1.  |      | Komenda Regionalna SOK w Warszawie      | Warszawa Odolany, PLK Targowa, Nasielsk, Pilawa, Siedlce, Tłuszcz, Radom                                   |
| 2.  |      | Komenda Regionalna SOK w Katowicach     | Częstochowa, Jaworzno Szczakowa, Czechowice, Rybnik, Dziedzice, Tarnowskie Góry, Gliwice, Bytom, Zawiercie |
| 3.  |      | Komenda Regionalna SOK w Poznaniu       | Konin, Gniezno, Jarocin, Ostrów Wielkopolski, Leszno, Kępno, Piła, Krzyż                                   |
| 4.  |      | Komenda Regionalna SOK w Krakowie       | Tarnów, Bukowno, Oświęcim, Nowy Sącz, Sucha Beskidzka, Muszyna                                             |
| 5.  |      | Komenda Regionalna SOK w Łodzi          | Koluszki, Skierniewice, Zduńska Wola Karsznice, Kutno, Łowicz, Idzikowice                                  |
| 6.  |      | Komenda Regionalna SOK w Lublinie       | Chełm, Zamość, Dęblin, Łuków, Małaszewicze                                                                 |
| 7.  |      | Komenda Regionalna SOK w Zielonej Górze | Rzepin, Zbąszynek, Żagań, Kostrzyn, Gorzów Wielkopolski                                                    |
| 8.  |      | Komenda Regionalna SOK w Szczecinie     | Stargard Szczeciński, Koszalin, Szczecinek, Świnoujście                                                    |
| 9.  |      | Komenda Regionalna SOK w Bydgoszczy     | Toruń, Grudziądz, Inowrocław                                                                               |
| 10. |      | Komenda Regionalna SOK w Przemyślu      | Rzeszów, Przeworsk, Dębica, Jasło, Stalowa Wola Rozwadów, Zagórz                                           |
| 11. |      | Komenda Regionalna SOK w Kielcach       | Sędziszów, Skarżysko-Kamienna, Włoszczowa                                                                  |
| 12. |      | Komenda Regionalna SOK w Gdańsku        | Gdynia, Tczew                                                                                              |
| 13. |      | Komenda Regionalna SOK w Iławie         | Braniewo, Działdowo, Ełk, Olsztyn                                                                          |
| 14. |      | Komenda Regionalna SOK w Białymstoku    | Suwałki, Czeremcha                                                                                         |
| 15. |      | Komenda Regionalna SOK w Opolu          | Kluczbork, Nysa, Kędzierzyn-Koźle                                                                          |
| 16. |      | Komenda Regionalna SOK we Wrocławiu     | Legnica, Węgliniec, Wałbrzych, Jelenia Góra, Głogów, Kamieniec Ząbkowicki                                  |

Komendy Regionalne Straży Ochrony Kolei realizują zadania poprzez podległe im jednostki wykonawcze czyli Posterunki SOK. Komendom Regionalnym podlega 78 Posterunków Straży Ochrony Kolei zlokalizowanych na terenie całego kraju.
Własną jednostkę SOK posiada też spółka PKP Szybka Kolej Miejska (PKP SKM) – kolej aglomeracji trójmiejskiej. Stanowi ona jednak osobny podmiot i nie podlega Komendzie Głównej SOK.

### Telefony kontaktowe SOK
1 czerwca 2012 Straż Ochrony Kolei uruchomiła czynny całodobowo ogólnopolski telefon alarmowy – 22 474 00 00. Jest on dostępny zarówno z telefonów stacjonarnych, jak i komórkowych.

### Stanowiska służbowe
Aktualne stanowiska służbowe oraz ich oznaki zostały wprowadzone rozporządzeniem Ministra Infrastruktury i Rozwoju z dnia 11 września 2014 r..

## Komendanci Główni SOK po 1945
Komendanci Główni Służby Ochrony Kolei (1945–1955; 1960–1997) oraz Straży Kolejowej (1955–1960):
- Tadeusz Gajewski (1945 – 1946);
- ppłk Ignacy Robb-Narbutt (1946 – 1950);
- Tadeusz Kasprzyk (1950 – 21.08.1978);
- Zygmunt Golis (27.12.1978 – 31.10.1982);
- Henryk Okulski (16.11.1982 – 28.02.1985);
- inż. Kazimierz Grudziński (01.05.1986 – 30.06.1992);
- mgr Stanisław Stanisławczyk (01.07.1992 – 1997);

Komendant Główny Straży Ochrony Kolei (1997–1999):
- płk dypl. rez. Leszek Puścian (1997–1999);

Komendant Straży Ochrony Kolei (1999–2001; z siedzibą w Poznaniu):
- mgr inż. Grzegorz Siewiera (01.01.1999–28.02.2001);

Komendanci Główni Straży Ochrony Kolei (od 2001):
- mgr Jerzy Marszałek (28.02.2001 – 01.10.2002);
- mgr Witold Ślaski (01.10.2002 – 01.04.2005);
- mgr Krzysztof Supa (01.04.2005 – 2007);
- dr inż. Józef Hałyk (2007 – 2024)[34][35];
- Paweł Boczek (02.2024 – 04.2024, jako p.o.)[36]
- Jarosław Garstka (od 16.04.2024)[37]